# ミント環礁
ミント環礁（英語: Minto Reef）は太平洋北西部、カロリン諸島の環礁。ミクロネシア連邦のポンペイ州に属している。ミント礁とも。

## 概要
ミント環礁は25～30km2の礁湖を囲む環礁であり、南部には礁湖内に侵入可能な水路がいくつか存在する。オロルク環礁の北西100km程の位置にあり、環礁の北端は砂州になっており高さはおおよそ1.8mほどである。魚影の濃さからたくさんの漁船が近海で漁をしているが漁を行うにはミクロネシア連邦政府発行のライセンスが必要である。1970年代に日本からオーストラリアへ向かう途中の貨物船が座礁し現在もリーフの上にあがったままである。
ミント環礁は「ミント環礁生物多様性重要海洋区域」（Minto Reef Marina Area of Biodiversity Significance）とされており、その合計面積は4204.2haである。

## 行政
ミント環礁は行政的にポンペイ州に属しており、その北端であり、オロルク環礁と共にオロルク自治体に属している。1999年にポンペイ州はミント環礁海洋保護区（Minto Reef Marine Sanctuary）を設置している。

## 註
1. ↑  Minto Reef Marina Area of Biodiversity Significance Archived 2007年4月2日, at the Wayback Machine.
2. ↑  Minto Reef Marine Sanctuary